# 220. vojaškopolicijska brigada (ZDA)
220. vojaškopolicijska brigada je vojaškopolicijska brigada Kopenske vojske Združenih držav Amerike.